# Станзані Людвік Вікентійович
Людвік Станзані (1793 , Рим  — серпень 1872 , Київ, Київська губернія, Російська імперія ) — український архітектор італійського походження, у 1833–1848 — Київський міський архітектор. 

## Життєпис
Народився в Римі, у дворянській родині. Навчався в Болонському університеті та Римській академії мистецтв.
У 1821 році за запрошенням губернатора Ланжерона приїхав до Одеси, де й працював до 1828 року.
Впродовж 1828–1832 років працював у Кам'янці-Подільському, у 1832 році призначений Подільським губернським архітектором.
У 1833 році переїхав до Києва на посаду міського архітектора, яку обіймав до 1847 року.
Решту життя жив у Києві. Заповів запровадити іменну стипендію в 2-й чоловічій гімназії і надіслати грошовий внесок і збірку малюнків до Римської академії мистецтв св. Йосифа.

## Стиль
Будував переважно в стилі ампіру, деякі споруди зведені в стилі неоренесансу.

## Роботи у Києві
Виконав фіксаційний план м. Києва (1830 p., співавтори П. Дубровський, І. Богданов, Л. Шмігельський).
Брав участь у виконанні плану міста 1833 р.
У співавторстві із В. Беретті й Л. Шмігельським розробив генеральний план міста 1837 р. Контролював нарізку нових кварталів і прокладку вулиць в районі р. Либідь. Розробив типовий проєкт житлового будинку для забудови кварталів біля університету (1836 p.).
- Перебудова будинку капітана Корта для тимчасового перебування університету (1835 р., не зберігся).
- Брав участь у проєктуванні й будівництві Олександрівського костелу (1835 p.).
- Будинок Київського благочинного товариства на вул. Лютеранській № 16 (Сулимівський благодійний заклад) (1833–1835 pp., пам'ятка архітектури місцевого значення),
- Володимиро-Либідська церква (1835 р., не збереглася),
- Садибний будинок на вул. Олександрівській, тепер Грушевського № 14 (1835 p., перебудова, пам'ятка архітектури національного значення),
- Будинок на вул. Грушевського № 8 (1835 р., пізніше надбудований та перебудований),
- Садибний будинок Балабух на вул. Спаській № 1/2 (1836 р., пам'ятка архітектури місцевого значення),
- Флігелі садиби П. Вігеля на Печерську на вул. Мазепи № 6-б (1836–1837 pp., щойно виявлена пам'ятка архітектури),
- Будинок Ломтєвих на розі вулиць Різницької № 2 і Московської № 34 (1837 p., не зберігся),
- Будинок на вул. Хорива № 5 (1838 р., пам'ятка архітектури місцевого значення)
- Флігель в садибі Балабухи на вул. Сагайдачного № 27-а (1839 p., пам'ятка архітектури місцевого значення),
- Особняк Федора Коробки на вул. Сагайдачного № 20/2 (кін. 30-х років),
- Садибний будинок К. Домарацького на вул. Верхній Вал № 16-а (1840 p., щойно виявлена пам'ятка архітектури),
- Садибний будинок на вул. Пушкінській № 22 а (1842–1843 р.),
- Житловий будинок Г. Алексєєвої на Крутому узвозі № 4 (1846 p.),
- Дзвіниця церкви Феодосія Печерського (1840-і рр.),
- Флігель повітового дворянського училища на вул. Хорива № 6 (1-а пол. XIX ст., пам'ятка архітектури місцевого значення).
- Будинок на вул. Набережно-Хрещатицькій № 4 (40-і роки).

## Нереалізовані проєкти
- Виконав проєкт Київського магістрату у будинку на вул. Покровській № 4
- Виконав проєкт Гостиного двору на Печерську.